# واه هولاند
هيروارت هولاند موريتز (بالإنجليزية: Herwart Holland-Moritz)‏ المعروف باسم واه هولاند (Wau Holland) (من مواليد 20 ديسمبر 1951 - تُوفي في 29 يوليو 2001). كان ناشطًا ألمانيًا في مجال أمان الكمبيوتر وصحفيًا، شارك في عام 1981 في تأسيس نادي كايوس للحاسوب وهو أحد أقدم نوادي القرصنة في العالم.

## عمله
في عام 1981، شارك هولند في تأسيس نادي كايوس للحاسوب. والذي أصبح مشهوراً على مستوى العالم عندما كشف أعضاؤها عن عيوب أمنية في خدمة التليفزيون الألمانية.
من عام 1983 كان كاتباً لعمود في مجلة «الصحيفة اليومية» التي تتخذ من برلين مقراً لها، وكثيراً ما كان يكتب على مسرح BBS والحاسوب.
كما شارك هولند في تأسيس مجلة Datenschleuder التابعة لـ نادي كايوس للحاسوب في عام 1984، والتي أشادت بإمكانيات شبكات المعلومات العالمية والحواسيب القوية، وتضمنت مخططات تفصيلية حول الأسلاك لبناء أجهزة المودم بأسعار زهيدة. كان على شركة الهاتف التي كانت تحتكر آنذاك في مجلة «البريد الاتحادي الألماني» الألمانية الموافقة على أجهزة المودم وبيع أجهزة مودم بطيئة باهظة الثمن خاصة بها. تمت خصخصة فرع الاتصالات في «البريد الاتحادي الألماني» وهو الآن دويتشه تيليكوم.
بسبب مشاركته المستمرة في النادي، اكتسب نادي كايوس للحاسوب. ألقى خطبا على مراقبة المعلومات للحكومة والقطاع الخاص. حارب هولند ضد حماية النسخ وجميع أشكال الرقابة والبنية التحتية المفتوحة للمعلومات. وقارن مطالب الرقابة من جانب بعض الحكومات بمطالب الكنيسة المسيحية في العصور الوسطى واعتبر حماية النسخ بمثابة عيب في المنتج. في سنواته الأخيرة، قضى الكثير من وقته في مركز للشباب يعلم الأطفال الأخلاق وتكنولوجيا القرصنة.

## حياته الشخصية
ولد هولند في كاسل، ونشأ في ماربورغ، هسن. تخرج من المدرسة الثانوية وحضر جامعة ماربورغ.
كان هولند من هواة الراديو.
توفي هولاند في بيلفلد في 29 يوليو 2001 من المضاعفات الناجمة عن سكتة دماغية عانى منها في مايو.

## وصلات خارجية
- (بالألمانية)

```
Wau Holland Foundation
```

- (بالألمانية)

```
Spiegel article
```

- (بالألمانية)

```
Book on Wau - 
Der Phrasenprüfer
```